# Tsuneko Taniuchi
Tsuneko Taniuchi, née en 1946 à Hyogô, est une performeuse et artiste contemporaine française d'origine japonaise. Elle travaille à Paris depuis 1987.

## Biographie
De 1983 à 1987, elle travaille à New York, Paris et au Japon. En 1987, elle s'installe à Paris.
Elle interroge les normes. Elle réinventent des liens entre art et vie. Pour cela, elle réalise principalement des performances. En 1995, dans la série Micro-évènements, elle redéfinit les relations entre l’œuvre, l’artiste et le public. Celui-ci participe à la performance et fait partie du processus de création et de l'expérimentation.
En 2003, elle performe des mariages fictifs afin de subvertir la notion de mariage. Elle célèbre ainsi en France de nombreux mariages entre personnes du même sexe, bien avant que la législation française l'autorise.

## Prix et distinctions
- Prix d'honneur, Aware, 2025[3]